# Вінде (Нідерланди)
Вінде (нід. Winde) — село в нідерландській провінції Дренте. Входить до муніципалітету Тінарло.
Його площа становить 2,53 км², а населення станом на 2021 рік складало 95 осіб.
Перша згадка про населений пункт датується 1338 роком.